# 但丁之手 (電影)
《但丁之手》（英語：In the Hand of Dante）是一部2025年美國和義大利合拍的劇情片，由朱利安·許納貝執導並與路易絲·庫格伯格（Louise Kugelberg）共同編劇，馬丁·史柯西斯擔任執行製片人，改編自尼克·托奇斯的2002年同名小說。群戲陣容包括奧斯卡·伊薩克、蓋兒·加朵、傑哈·巴特勒、約翰·馬克維奇、路易斯·坎瑟米、莎賓娜·因帕恰托雷、法蘭高·尼路、班傑明·克雷蒙汀、保羅·班納西里、馬丁·史柯西斯、艾爾·帕西諾及傑森·摩莫亞。電影講述了但丁·阿利吉耶里的《神曲》原稿在紐約市的一支黑市走私組織手中出現的故事，疲憊的學者尼克被對方找來驗證真偽。尼克偷走了手稿，與愛人踏上逃亡之路；與此同時，但丁本人的故事與尼克的情節穿插講述。
本片2025年9月3日登上第82屆威尼斯影展非競賽單元全球首映。

## 演員
- 奧斯卡·伊薩克飾演尼克·托奇斯（英语：Nick Tosches）／但丁·阿利吉耶里
- 蓋兒·加朵飾演茱麗葉（Giulietta）／潔瑪·多納蒂（英语：Gemma Donati）
- 傑哈·巴特勒飾演路易（Louie）／博尼法西奧教宗（Pope Bonifacio）
- 約翰·馬克維奇飾演喬·布萊克（Joe Black）
- 路易斯·坎瑟米飾演左撇子（Lefty）／吉多·達波倫塔（英语：Guido II da Polenta）
- 莎賓娜·因帕恰托雷（英语：Sabrina Impacciatore）飾演蘇珊娜·普利斯博士（Dr. Susanna Pulice）
- 法蘭高·尼路飾演唐·雷科（Don Lecco）
- 班傑明·克雷蒙汀（英语：Benjamin Clementine）飾演梅菲斯托費勒斯
- 保羅·班納西里（英语：Paolo Bonacelli）飾演阿爾卡莫成年祭司
- 馬丁·史柯西斯飾演以賽亞（Isaiah）
- 艾爾·帕西諾飾演卡邁恩叔叔（Uncle Carmine）
- 傑森·摩莫亞飾演羅薩里奧（Rosario）
- 洛倫佐·朱佐羅（英语：Lorenzo Zurzolo）飾演唐·雷科（33歲）
- 克勞帝歐·山塔馬利亞（英语：Claudio Santamaria）飾演法布里亞諾檔案保管員
- 圭多·卡布里歐（英语：Guido Caprino）飾演吉多·卡瓦爾康蒂（Guido Cavalcanti）
- 穆罕默德·祖阿維（英语：Mohamed Zouaoui）飾演突尼西亞調酒師
- 福爾圖納托·卡利諾（英语：Fortunato Cerlino）
- 朵拉·羅曼諾（意大利语：Dora Romano）
- 杜克·尼可森（Duke Nicholson）飾演酒吧經理

## 製作
2008年12月，強尼·戴普的製片公司無限虛無宣布收購尼克·托奇斯小說《但丁之手》的版權，戴普有望擔任主演兼監製。據2011年7月的報導，朱利安·許納貝將執導本片。2023年9月，奧斯卡·伊薩克加入演出陣容，取代戴普。
據2023年10月的報導，傑森·摩莫亞、傑哈·巴特勒和蓋兒·加朵加入本片演出陣容，馬丁·史柯西斯擔任執行製片人。2023年11月，艾爾·帕西諾、約翰·馬克維奇、班傑明·克雷蒙汀、路易斯·坎瑟米、莎賓娜·因帕恰托雷、法蘭高·尼路、克勞帝歐·山塔馬利亞、圭多·卡布里歐、保羅·班納西里與朵拉·羅曼諾被《綜藝》報導將參演電影。本片由強·基里克與弗朗切斯科·梅爾齊·德里爾（Francesco Melzi d'Eril）的義大利公司備忘錄電影（MeMo Films）以及許納貝之子歐莫（Olmo）的雙胞胎製片公司（TWIN Productions）製作，德里爾為製作預算籌得約2500萬美元。
該項目獲得了SAG-AFTRA臨時協議，使電影2023年10月在義大利開始主要拍攝。

## 外部連結
- 互联网电影数据库（IMDb）上《但丁之手》的资料（英文）